# Sci alpino al XV Festival olimpico invernale della gioventù europea
Lo Sci alpino al XV Festival olimpico invernale della gioventù europea si è svolto dal 22 al 25 marzo 2022 a Vuokatti in Finlandia. 

## Podi

### Ragazzi
| Evento                      | Oro             | Tempo   | Argento              | Tempo   | Bronzo             | Tempo   |
| Slalom (dettagli)           | Erik Saravou    | 1:29.55 | Johs Bråthen Herland | 1:29.57 | Jesperi Kamppainen | 1:29.66 |
| Slalom parallelo (dettagli) | Edoardo Saracco |         | Erik Saravou         |         | Andrea Bertoldini  |         |

### Ragazze
| Evento                      | Oro              | Tempo   | Argento           | Tempo   | Bronzo          | Tempo   |
| Slalom (dettagli)           | Rosa Pohjolainen | 1:28.74 | Emilia Mondinelli | 1:29.93 | Victoria Oliver | 1:30.01 |
| Slalom parallelo (dettagli) | Victoria Oliver  |         | Natalie Falch     |         | Ambra Pomarè    |         |

### Misto
| Evento                    | Oro     | Tempo | Argento | Tempo | Bronzo    | Tempo |
| Gara a squadre (dettagli) | Austria |       | Italia  |       | Finlandia |       |

## Medagliere
| Pos. | Paese     | Oro | Argento | Bronzo | Totale |
| ---- | --------- | --- | ------- | ------ | ------ |
| 1    | Finlandia | 2   | 1       | 2      | 5      |
| 2    | Austria   | 2   | 1       | 1      | 4      |
| 3    | Italia    | 1   | 2       | 2      | 5      |
| 4    | Norvegia  | 0   | 1       | 0      | 1      |